# کوردلیا بگیا
کوردلیا بگیا (انگلیسی: Cordelia Bugeja؛ زادهٔ ۵ مارس ۱۹۷۶) بازیگر اهل بریتانیا است.
از فیلم‌ها یا مجموعه‌های تلویزیونی که وی در آن‌ها نقش داشته‌است، می‌توان به استخر و پوآرو اشاره نمود.